# Lobonecroscia subflava
Lobonecroscia subflava är en insektsart som beskrevs av Brock och Francis Seow-Choen 2000. Lobonecroscia subflava ingår i släktet Lobonecroscia och familjen Diapheromeridae. Inga underarter finns listade i Catalogue of Life.